# Нотація множин
Множини є фундаментальними об'єктами в області математики. Інтуїтивно зрозуміло, що множина — це просто набір елементів або частин. Існують різні домовленості щодо текстових позначень множин під час їх дослідження. У якійсь конкретній ситуації, автор, як правило, вибирає з числа цих варіантів, в залежності від яких властивості цієї множини є найбільш актуальними для безпосереднього контексту або які в перспективі вважаються найбільш корисними.

## Зазначення множини як об'єкта
Там, де бажане звертання до множини як до неподільного цілого, вона, як правило, позначається однією великою літерою. У випадку, коли потрібно посилатись на довільну множину, загальну, в більшості випадків обирають літеру S (англ. Set). Коли декілька множин розглядаються одночасно, вони часто позначаються першими літерами алфавіту: А, В, С і так далі. За домовленістю, конкретні символи зарезервовані для найважливіших наборів чисел:
∅ — порожня множина (також {\displaystyle \emptyset } або {\displaystyle \varnothing } or {} є загальними)
Z — цілі числа (від Zahl, по-німецькому номер).
N — натуральні числа
Q — раціональні числа (від частки)
R — дійсні числа
C — комплексні числа
Деякі автори використовують жирний шрифт для цих конкретних множин ({\displaystyle \mathbb {C} }, {\displaystyle \mathbb {N} }, і т. д.). Таке використання отримало широке визнання у написанні, але багато математиків, а також такі фахівці з математичної типографії, як Дональд Кнут, виступали проти використання подібного стандарту.

## Акцент на складі множини
У багатьох випадках дослідник зацікавлений більше в елементах, що входять до складу множини, ніж самою множиною, як чимось цілим, наприклад, визначаючи екстенсивні особливості множини. При цьому елементи, виражені дискретно або відповідно якоїсь множини, позначаються у фігурних дужках.
Найпростіший підхід до такого типу полягає в тому, що, тільки говорячи про досить малі множини, перелік елементів не є нескінченим. Таким чином, множина мастей в стандартній колоді гральних карт позначається {♠, ♦, ♥, ♣} і множина парних простих чисел позначаються через {2}. Цей підхід також має на увазі позначення {} для порожньої множини.
Семантика терміну множина накладає певні синтаксичні обмеження на ці нотації. Єдиною важливою є інформація щодо того, які саме об'єкти містить множина. В результаті, порядок, в якому з'являються елементи в перерахуванні не має ніякого значення: {π, 6, 1/2} та {1/2, π, 6} по два перерахування з одного набору. Повторне згадування елемента також не має значення, так що {1, 2, 2, 3, 3, 3} = {1, 2, 3}. Для того, щоб мати справу з колекціями, для яких кількість членів важлива, існує узагальнення множин, які звуться мультимножини.
Варіант цього явно вичерпного перерахування використовує діапазони елементів і особливості трьох крапок. Таким чином, безліч перших десяти натуральних чисел подається у вигляді {1, 2, 3, ..., 10}. При цьому, звичайно, три крапки означає «і так далі.» Зверніть увагу, що там, де три крапки використовуються для позначення діапазону, вони перемежовуються, як якщо б це був елемент множини. Якщо будь-який крайній член діапазону невизначений, він може позначати алгебраїчний вираз, який дає формулу для його обчислення. Як приклад, якщо відомо з контексту, що n повинно бути додатним цілим числом, то множина перших n квадратів можна позначити {1, ..., n2}.
Деякі нескінченні множини теж можуть бути представлені таким чином. Прикладом може служити позначення множини натуральних чисел (для яких позначення, описане вище, є N)), {1, 2, 3, ...}. У тих випадках, коли нескінченно повторюваний малюнок не зрозумілий, можна додати вираз, щоб представити загальний елемент множини, а саме {0, 1, 3, ..., k(k-1)/2, ...}.
Більш потужний механізм для позначення множини в термінах її елементів — нотація побудови множини. При цьому загальна картина {x : P(x)}, яка позначає множину всіх елементів x(від деякої універсальної множини), для яких твердження P(x) від x істинне. Наприклад, коли йдеться про множину точок, коло з радіусом r і центром (a, b), може бути позначене як {(u, v) : (u−a)2 + (v-b)2 = r2}.
Помітний виняток у позначеннях за допомогою дужок використовується для вираження проміжків у вигляді прямої дійсних чисел. Будь-який такий проміжок коректно визначений лише тому, що дійсні числа лінійно впорядковані. Він повністю визначається його лівим і правим кінцями: одиничний інтервал, наприклад, це множина дійсних чисел від 0 до 1 (включно). Існує домовленість щодо позначення інтервалів, у якій використовуються квадратні дужки і круглі дужки, в залежності від того, як відповідна кінцева точка входить у або виходить за межі множини, відповідно. Таким чином, множина дійсних чисел з модулем менше одиниці позначається (−1, 1) — зверніть увагу, що це дуже відрізняється від впорядкованої пари з першим записом -1 і другим записом 1. Як і в інших прикладах, множина дійсних чисел x, які задовольняють умову, коли 2 < x ≤ 5, позначається через (2, 5], а також множина невід'ємних дійсних чисел позначається через [0, ∞).

## Позначення множин
Оскільки більша частина науки математики полягає в створенні та використанні вже відомих шаблонів, це, можливо, не дивно, що там постійно виникають різні правила позначення множин, які сильно впливають на практикум дослідження багатьох явищ, більш того, це очевидно, що раніше зазначений шаблон буде використовуватися протягом довгого проміжку часу та не один раз.
Один клас містить позначення виведення символів для множини з алгебри, яка має представницьку форму. Як приклад, розглянемо множину парних чисел. Так як число b є точним, та якщо існує деяке ціле число a таке, що b = 2а, можна використати наступний різновид нотації побудови множини, для позначення цієї множини: {2a: a∈Z} (порівняйте це з типовою нотацією побудови множини: {b∈Z : ∃ a∈Z: b = 2a}). Як альтернатива, може бути один символ для позначення множини парних чисел 2Z. Крім того, так як будь-яке непарне число повинно мати вигляд 2a + 1 для деякого цілого a, множину непарних чисел можна позначити 2Z+1.
Другий клас заснований на сильному логічному зв'язку між множиною і конкретним цілим числом. Одним із прикладів є дужка позначень, в якій множина {1, ..., n} перших [n] натуральних чисел позначається через [[n]] (як залежна точка, яка забезпечена відношенням ≤, множина [[n]] позначається через [n].) Інший приклад прийшов з модульної арифметики, де класи еквівалентності позначаються через {\displaystyle {\bar {a}}_{n}}, для більш повного уявлення множини цілих чисел, які є залишком [a] при діленні на [n]. Таким чином ще інше позначення для множини парних чисел має право на своє існування {\displaystyle {\bar {0}}_{2}}.
Інше правило позначення множин, яке спирається на метафори, прийшло до нас з перелічної комбінаторики. Воно отримує символ для множини [S] з виразу для потужності множини, або розміру, |S|. Мабуть, найпростішим і найвідомішим прикладом є декартів добуток множин [A] і [B], у якому множина {(a, b) : a∈A, b∈B}. Так як в цій множині кожен елемент [A] існує рівно один раз в парі з кожним елементом [B], його потужність |A| × |B|. З цієї причини множина позначається через A×B.
Є багато інших прикладів цього правила. Одним з них є множина функцій з множини [A], щоб встановити [B]. Для кожної функції, за умови що [A] і [B] є скінченними, кожному елементу множини [A] зіставляється відображення з множини [B], так, що кількість таких функцій дорівнює |B||A|. Таким чином, множину всіх функцій від [A] до [B] позначається як [A][B]. Іншим прикладом є булеан множини [S], який, за умови існування потужності 2|S|, позначається як 2S. Однак слід зазначити, що, оскільки будь-яка підмножина [S] може розглядатися як функція, яка має кожний елемент [S] одного чи іншого елемента {включати, виключати}, позначення 2S можна розглядати як окремий випадок BA. Така потужність також використовується для виведення зі стандартних умов для біноміальних коефіцієнтів позначення {\displaystyle {\tbinom {X}{k}}} для множин всіх k-елементних підмножин множини [x].
Приклад, в якому це основане на потужності позначення, здається, ще не використовувалося це X! для позначення множини всіх перестановок множини X. Так як він зазвичай розглядається як базовий набір симетричної групи, то множина, як правило, позначається символом самої групи, або SX чи Sym(X).

## Інші позначення
Інші позначення також іноді розглядаються, в тому числі на основі відношень. Для відношення R на множині S, можна позначати множину об'єктів, пов'язаних з Sym(R) до деякого елементу Sym(X) з Sym(S) за допомогою SR(x). Так в позначеннях | для множин поділяє відносини теорії чисел, також можна позначати множину коефіцієнтів цілого числа Sym(n) на Sym(Z) | (Sym(n)). Аналогічним чином, підмножина Sym(X) є нижньою множиною для умови (X, ≤), є точною, якщо вона може позначати X≤(x) для деякого Sym(X) в Sym(X). А так як ~ є символом суміжності відношення, підмножина з набору W вершин графу, яка включає в себе саме ті елементи, що суміжно розташовані біля вершини V (а саме, перетин W з відкритим околом V) можна позначити W~(v).